# Институт сыворотки крови Индии
Институт сыворотки крови Индии (англ. Serum Institute of India — индийская биотехнологическая и фармацевтическая компания. Крупнейший в мире производитель вакцин . Предприятие расположено в городе Пуне, Индия, и было основано Сайрусом Пунавалой в 1966 году. Компания является дочерней холдинговой компанией Poonawalla Investment and Industries.

## Обзор
Институт сыворотки крови Индии был основан в 1966 году в Пуне . Компания взялась за производство иммунобиологических препаратов, импортируемых в Индию по высоким ценам. Среди первых продуктов Институт сыворотки крови в больших количествах вырабатывал иммноглобулины, змеиные антитоксины, адсорбированную коклюшно-дифтерийно-столбнячную вакцину и вакцину MMR . Линейка продуктов компании была расширена, включив различные типы вакцин против бактериальных или вирусных инфекций, комбинированные вакцины, вакцину против гриппа и меннингококовую вакцину. Кроме вакцин, компания также производит антисыворотки, плазму крови и гормональные продукты. По состоянию на 2014 год вакцины, производимые Институтом сыворотки крови Индии, использовались в международных программах вакцинации, проводимых Всемирной организацией здравоохранения (ВОЗ), ЮНИСЕФ и Панамериканской организацией здравоохранения (ПООЗ). Сегодня Институтом сыворотки крови Индии руководит Poonawalla Group, он занимается исследованиями, разработками и производством.
В 2009 году компания начала разработку интраназальной вакцины против свиного гриппа . Первым международным приобретением компании стала Bilthoven Biologicals, фармацевтическая компания в Нидерландах, приобретенная в 2012 году. В 2016 году, при поддержке американской организации Mass Biologics из Медицинской школы Массачусетского Университета, Институт сыворотки крови Индии изобрел быстродействующее средство против бешенства — моноклональные антитела против бешенства, также известное как препарат Rabishield.

## Разработка вакцины против COVID-19
Компания связана с фармацевтической фирмой AstraZeneca, разрабатывающей AZD1222 в партнерстве с Оксфордским университетом . Сообщается, что Институт сыворотки крови обеспечит 100 миллионов (10 крон) доз вакцины для Индии и других стран с низким и средним уровнем дохода. По оценкам, цена вакцины составляет ₹225 (около 3 долларов) за дозу. В сентябре 2020 года Генеральный контролер лекарственных средств Индии прекратил испытания после того, как у добровольца в Оксфорде развилась болезнь после вакцинации, но вскоре их испытание возобновлено после согласия британских регуляторов. В декабре 2020 года Институт сыворотки крови Индии обратился с экстренным запросом на утверждение вакцины, разработанной вместе с AstraZeneca, которая была утверждена через месяц.
Индийский институт сыворотки также достиг соглашения с Novavax по производству вакцины NVX-CoV2373 для Индии и других стран с низким и средним уровнем дохода. Компания также будет производить назальную вакцину против -19 CDX-005.